# Vannozza Cattanei
Vannozza (Giovanna) Cattanei (Màntua, 1442 - Roma, 1518) va ser la principal amant i mare de quatre dels fills de Roderic de Borja, futur Papa Alexandre VI.
Tot i la condició eclesiàstica de Roderic (era cardenal), va establir una relació quasi conjugal amb Vanozza, de la qual van néixer quatre fills, Joan el 1474, Cèsar el 1476, Lucrècia el 1480 i Jofré el 1482. El Papa va reconèixer tots els seus fills i es va preocupar pel seu futur, igual que pel de la seva mare.
Vannozza va casar-se dos cops amb Giorgio della Croce i després amb Carlo Canale. Va sobreviure a tots els seus fills mascles i va morir amb una certa fama de pietosa, donant tots els seus béns, molts dels quals el Papa Alexandre li havia procurat, a l'Església.